# Batalla de Mantinea (418 a. C.)
La batalla de Mantinea fue una de las batallas más importantes de la guerra del Peloponeso. La misma ocurrió en el año 418 a. C., enfrentando a Esparta y sus aliados con el ejército encabezado por Argos y Atenas.

## Preludio a la batalla

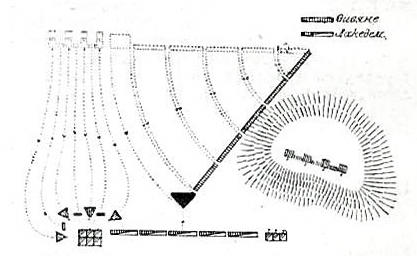
Mapa táctico de la batalla de Mantinea.

Luego del fin de la alianza entre los argivos, los aqueos, los eleos y los atenienses, la humillación de los espartanos en los Juegos Olímpicos de 420 a. C., y la invasión de Epidauro por parte de los aliados, Esparta fue apremiada a tomar una acción contra ellos, apurados por el hecho que Corinto y Beocia pudieran desligarse de su alianza y que todo el Peloponeso pudiera ponerse en su contra. Se reunió un ejército compuesto por beocios, corintios y demás aliados de Esparta, y este fue puesto bajo el mando de Agis II, hijo de Arquidamo II, uno de los Reyes de Esparta. El ejército se movilizó para enfrentar a Argos, pero en el momento en que Esparta estaba en ventaja y a punto de dar el golpe decisivo contra los argivos, Agis decidió establecer una tregua con ellos. Tal decisión fue extremadamente impopular entre las tropas y sus aliados, ya que el ejército reunido era, según Tucídides «el mejor de la época en toda Grecia.» Otra demostración de lo erróneo de la tregua fue que, inmediatamente después de pactada, los argivos capturaron Orcómeno, una de las ciudades clave de la región. Agis estuvo a punto de ser multado por 10 000 dracmas y su casa casi fue destruida, pero prometió redimirse mediante una futura victoria. Sin embargo, los éforos designaron a diez xymbouloi o consejeros, quienes debían dar su consentimiento ante cualquier acción militar que Agis deseara efectuar.

## La batalla
A fines de 418, los argivos y sus aliados marcharon hacia Tegea, donde una facción estaba preparada para entregar la ciudad a los argivos y sus aliados. Tegea era muy importante por su ubicación ya que controlaba la salida de Laconia. El control de la ciudad por parte del enemigo significaría que los espartanos no podrían salir de su ciudad, poniendo fin a la coalición peloponesia que combatió en la guerra arquidámica.
Agis puso en movimiento a todo el ejército espartano, junto con los neodamodes y cualquier persona que pudiese pelear, y se dirigió a Tegea. Allí se reunió con sus aliados de Arcadia y pidió ayuda a sus aliados del norte (Corinto, Beocia, Fócida y Lócrida). No obstante, el ejército del norte se demoró en llegar al lugar puesto que no habían esperado ser convocados y debían atravesar territorio enemigo (Argos y Orcómeno). En total, el ejército de los aliados de Esparta debe haber rondado los 9000 hoplitas.
Entre tanto, los eleanos decidieron atacar Lepreon, una ciudad en disputa ubicada en la frontera con Esparta, para lo cual decidieron retirar su contingente de 3000 hoplitas. Agis aprovechó la situación y envió de regreso a casa a una sexta parte de su ejército, conformada por los hoplitas más jóvenes y más viejos, para así proteger Esparta. Al poco tiempo fueron llamados de vuelta, puesto que Agis o los xymbouloi se dieron cuenta de que los eleanos volverían pronto al bando de los argivos, pero no llegaron a tiempo para la batalla.
Agis podría haber permanecido dentro de los muros de Tegea, aguardando a sus aliados del norte. Sin embargo, ya había sido desacreditado y no podía dar la señal más leve de evitar la batalla. En consecuencia, invadió y causó estragos en el territorio que rodeaba Mantinea, unos dieciséis kilómetros al norte de Tegea y miembro de la alianza argiva, para forzar la batalla contra los argivos y sus aliados. Pero el ejército argivo estaba ubicado en un terreno «empinado y de difícil acceso» y no podía ser atraído a la batalla, seguramente debido a que la cosecha de granos ya había terminado (la batalla debe haber sucedido a fines de septiembre de 418 a. C.). Agis embistió, desesperado por conseguir una victoria que lo redimiera, pero cuando los ejércitos se encontraban a una distancia equivalente a un tiro de piedra, un viejo hoplita, según Diodoro, el xymboulos Fárax, le dijo que no remediara un mal con otro y dirigiera su ejército a una derrota segura. Los espartanos se retiraron y se dedicaron a buscar el modo de atraer a los argivos a la batalla. Para eso, desviaron el río Sarandapotamos hacia la cuenca del riachuelo Zanovistas, o rellenaron los sumideros por los que corría el Zanovistas, para inundar el territorio de Mantinea.
Para impedir la inundación de Mantinea, el ejército argivo se movilizó más rápidamente que lo anticipado por los espartanos ya que los hoplitas argivos estaban furiosos por el hecho que sus generales no persiguieran a los espartanos. Los espartanos fueron sorprendidos por sus enemigos mientras salían de un bosque cercano, pero se organizaron velozmente, ya sin tiempo de esperar la llegada de sus otros aliados. Los veteranos de Brásidas (Brásidas había muerto en la batalla de Anfípolis) y los esquiritas (una unidad de élite de tropas espartanas) conformaron el flanco izquierdo; los espartanos, arcadios, hereos y menalonios, la parte central; y los tegeos, que luchaban por su patria, ocuparon la posición de honor en el flanco derecho. Las líneas argivas estaban formados por los mantineanos a la derecha, los argivos en el centro y los atenienses a la izquierda. Tucídides desconocía el número exacto de hombres en cada bando, pero estimaba que había unos 9000 combatientes del lado espartano (el ejército de Esparta debe haber contado con unos 3500, junto a 600 esquiritas, unos 2000 neodamodes y brásidos, y alrededor de 3000 tegeatas y 400 jinetes), mientras que del lado argivo y ateniense había algunos hombres menos (unos 8000), según Donald Kagan. Otros académicos, como por ejemplo V. D. Hanson, indican cifras un poco mayores.
Al comenzar la batalla, el ala derecha de cada lado empezó a flanquear a la izquierda del enemigo, debido a los movimientos erráticos de cada hoplita que trataba de cubrirse con el escudo del hombre que tenía al lado. Agis intentó fortalecer la línea ordenando a los esquiritas y su sector izquierdo que rompiese contacto con el resto del ejército e igualaran en longitud a la línea de frente argivo. Para cubrir el espacio que se había creado, ordenó a las compañías de Hiponoidas y Aristocles abandonar sus posiciones en el centro para cubrir la formación. Sin embargo, esto no pudo lograrse, ya que ambos capitanes no pudieron o no quisieron completar la maniobra con tan poco aviso previo. Este tipo de maniobra no tenía precedentes en la historia militar griega. Donald Kagan lo considera un movimiento muy desatinado y alaba a los dos capitanes por desobedecer unas órdenes que posiblemente hubieran hecho perder la batalla a los espartanos. Otros suponen que la maniobra pudo haber sido un éxito.
En cualquier caso, los mantineos y el sector derecho de los argivos (la élite llamada los Mil Argivos) entraron por el espacio vacío y derrotaron a los brásidas y esquiritas, persiguiéndolos un gran trecho. Mientras tanto, los tegeos y el ejército regular espartano vencieron a los atenienses y los arcadios que formaban el flanco izquierdo del ejército argivo. La mayoría de ellos «ni siquiera se plantaron para la pelea, sino que huyeron cuando los espartanos se aproximaban; algunos incluso fueron pisoteados en la prisa por escapar antes que el enemigo los alcanzara.»
Luego, los espartanos giraron hacia la izquierda y rompieron el flanco derecho argivo, que huyó en completo desorden. Los espartanos no persiguieron demasiado al enemigo: habían ganado la batalla.

## Consecuencias
El lado argivo perdió aproximadamente 1100 hombres (700 argivos y arcadios, 200 atenienses y 200 mantineos, y los espartanos, unos 300)
Esparta envió una embajada a Argos y los argivos aceptaron una tregua según la cual entregaban Orcómeno, todos sus prisioneros y se unían al bando espartano para desalojar a los atenienses de Epidauro. Además, renunciaban a su alianza con Elis y Atenas. Tras derribar al gobierno democrático de Sición, los Mil Argivos realizaron un golpe de Estado contra el gobierno de Argos, donde la moral de los demócratas era baja, debido al mal desempeño del ejército en conjunto y de los atenienses en la batalla.
En términos más generales, la batalla aumentó en forma considerable la moral y el prestigio lacedemonios, quienes, luego del desastre en Pilos, eran juzgados como cobardes e incompetentes en una batalla. Su éxito en Mantinea marcó un cambio de opinión y el reconocimiento de los griegos hacia los hoplitas espartanos.